# 阜田镇
阜田镇，是中华人民共和国江西省吉安市吉水县下辖的一个乡镇级行政单位。

## 行政区划
阜田镇下辖以下地区：
阜田社区、南塘村、汉前村、彭家村、马山村、振兴村、里塘村、莫坑村、下符村、洪洞村、村前村、陈家村、留田村、竹园村、石莲村、高村、育贤村、黄金湖村和气下村。